# 西部の王者
『西部の王者』（せいぶのおうじゃ、原題：Buffalo Bill）は、1944年に公開されたアメリカ映画。ウィリアム・A・ウェルマン監督、ジョエル・マクリー、モーリン・オハラ出演。西部開拓時代に実在したガンマン、バッファロー・ビル（本名ウィリアム・F・コディ）の半生を描いた作品である。

## ストーリー
フレデリチ上院議員と娘のルイザらが乗る馬車がインディアンに襲撃されるが、バッファロー･ビルによって助けられる。ルイザから家に招かれたビルは、バントラインらからシャイアン族の土地に鉄道を敷く計画があることを聞く。ビルはシャイアン族との対話を提案をするも、バントラインらはそれを拒否し、シャイアン族と戦うことになった。激戦を経てシャイアン族は壊滅するが、ビル自身はインディアンに理解を示す人物として持ち上げられる。有力者フレデリチの娘と結婚、政府に招かれ様々な行事に招かれる毎日。しかし長女が感染症で死亡したことで文明を敵視するようになる。周囲との衝突を繰り返した結果、見世物小屋に出演して糊口をしのぐ状態に陥る。夫人は彼を見捨てず、インディアン文化を紹介する一座を立ち上げるまで漕ぎ付ける。彼はその方面に生きがいを見つけ、充実した晩年を送った。

## キャスト
※括弧内は日本語吹き替え
- バッファロー・ビル・コディ - ジョエル・マクリー（大塚周夫）
- ルイザ・フレデリチ・コディ - モーリン・オハラ（野口ふみえ）
- ドーン・スターライト - リンダ・ダーネル（山田早苗）
- ネッド・バントライン - トーマス・ミッチェル（富田耕生）
- チップス・マクグロー軍曹 - エドガー・ブキャナン
- イエローハンド - アンソニー・クイン（内海賢二）
- フレデリチ上院議員 - モロニー・オルセン（宮川洋一）
- ブレイジャー将軍 - マット・ブリッグス
- ヴァンダーヴィア - ジョージ・レッシー
  - 日本語吹替：1969年2月8日NET『土曜映画劇場』放映版※20世紀フォックス発売のDVDに収録

## スタッフ
- 監督：ウィリアム・A・ウェルマン
- 製作：ハリー・シャーマン
- 製作総指揮：ダリル・F・ザナック
- 脚本：イーニアス・マッケンジー、クレメンツ・リプリー、セシル・クレーマー
- 原案：フランク・ウィンチ
- 撮影：レオン・シャムロイ
- 音楽：デイヴィッド・バトルフ
- 編集：ジェームズ・B・クラーク